# Little Thumb
Der Little Thumb (englisch für Kleiner Daumen, in Argentinien Monte Pulgar Negro ‚Schwarzer-Daumen-Berg‘, Chile Cerro Pulgar Negro ‚Schwarzer-Daumen-Hügel‘) ist ein 825 m hoher Felsturm an der Fallières-Küste des Grahamlands auf der Antarktischen Halbinsel. Er ragt unmittelbar südlich der Felsnadel The Spire am nordwestlichen Ende der Blackwall Mountains am Südufer des Neny-Fjords auf.
Erste Vermessungen nahmen Teilnehmer der British Graham Land Expedition (1934–1937) unter der Leitung des australischen Polarforschers John Rymill vor. Teilnehmern der US-amerikanischen Ronne Antarctic Research Expedition (1947–1948) und des Falkland Islands Dependencies Survey gelang am 22. Januar 1948 seine Erstbesteigung. Das UK Antarctic Place-Names Committee verlieh ihm 1955 seinen deskriptiven Namen.